# Allonothrus sinicus
Allonothrus sinicus är en kvalsterart som beskrevs av Wang och Norton 1988. Allonothrus sinicus ingår i släktet Allonothrus och familjen Trhypochthoniidae. Inga underarter finns listade i Catalogue of Life.